# Dendrophthoe costulata
Dendrophthoe costulata là một loài thực vật có hoa trong họ Loranthaceae. Loài này được Miq. mô tả khoa học đầu tiên năm 1861.